# Labské Chrčice
Labské Chrčice település Csehországban, a Pardubicei járásban. Labské Chrčice Selmice, Chvaletice, Hlavečník, Kojice, Týnec nad Labem, Uhlířská Lhota és Krakovany településekkel határos. Lakosainak száma 313 fő (2024. január 1.).

## Népesség
A település lakosságának változását az alábbi diagram mutatja:
| Lakosok száma | 222  | 365  | 322  | 248  | 204  | 173  | 191  | 208  | 237  | 313  |
|               | 1869 | 1900 | 1921 | 1961 | 1980 | 2011 | 2016 | 2019 | 2021 | 2024 |